# NASCAR Cup Series 2024
Navigation
2023 2025
Le NASCAR Cup Series 2024 est la 76e édition du championnat organisée par la NASCAR aux États-Unis et la 53e édition saison de l'ère moderne.
La saison débute 4 février 2024 au Los Angeles Memorial Coliseum avec le Busch Light Clash at The Coliseum. Cette course est suivie par les Bluegreen Vacations Duel, courses qualificatives pour le 66e Daytona 500. Celui-ci se déroule le 18 février au Daytona International Speedway et est la première course attribuant des points pour le championnat. La phase finale se termine le 10 novembre à l'occasion de la NASCAR Cup Series Championship Race courue sur le Phoenix Raceway en Arizona.
La saison est la première sans Kevin Harvick depuis 2000, celui-ci, ayant pris sa retraite après la fin de la saison 2023, va intégrer l'équipe de commentateurs de l'émission NASCAR on Fox en 2024. De plus, c'est la dernière saison de l'accord actuel sur les droits TV de la NASCAR, l'accord ayant débuté en 2015. C'est également la première saison à temps plein sans Aric Almirola depuis 2011.
Ryan Blaney est le champion sortant.
Joey Logano remporte le titre 2024, son troisième en NASCAR Cup Series. Il devance le champion sortant, William Byron et Tyler Reddick.
Le rookie de la saison est Carson Hocevar (en) et Chevrolet remporte le titre des constructeurs.

## Palmarès 2024

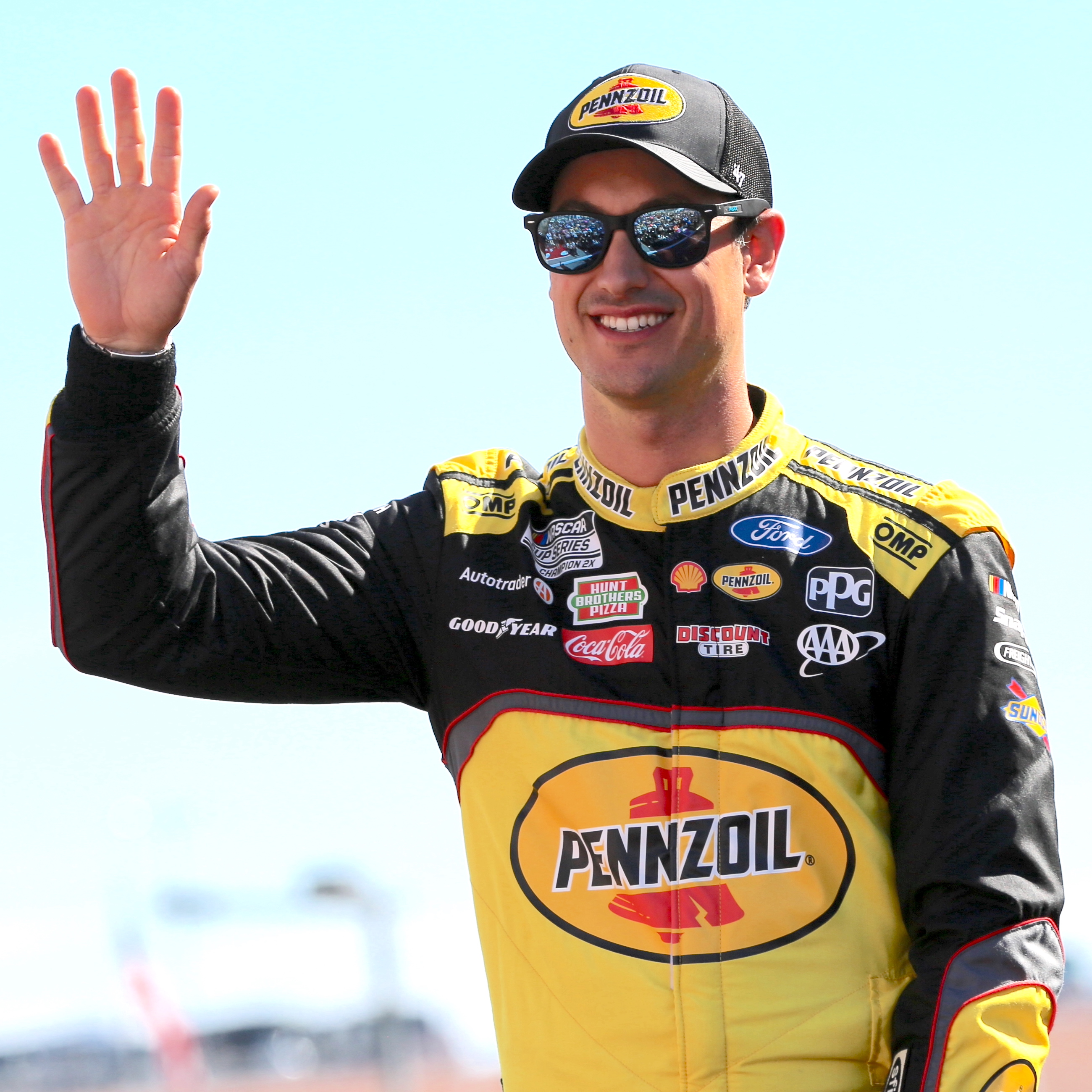
Joey Logano, champion 2024
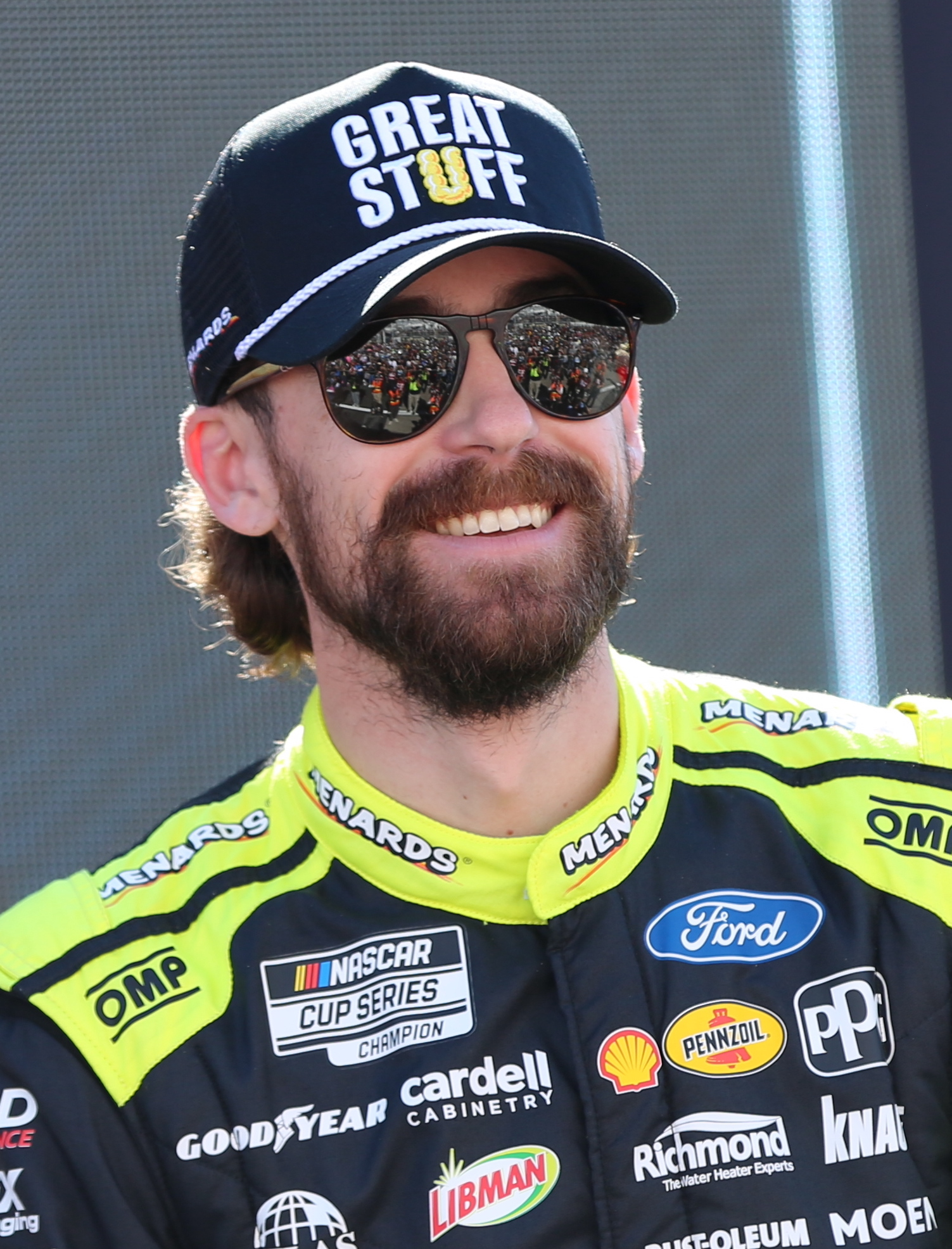
Ryan Blaney, deuxième à 5 points
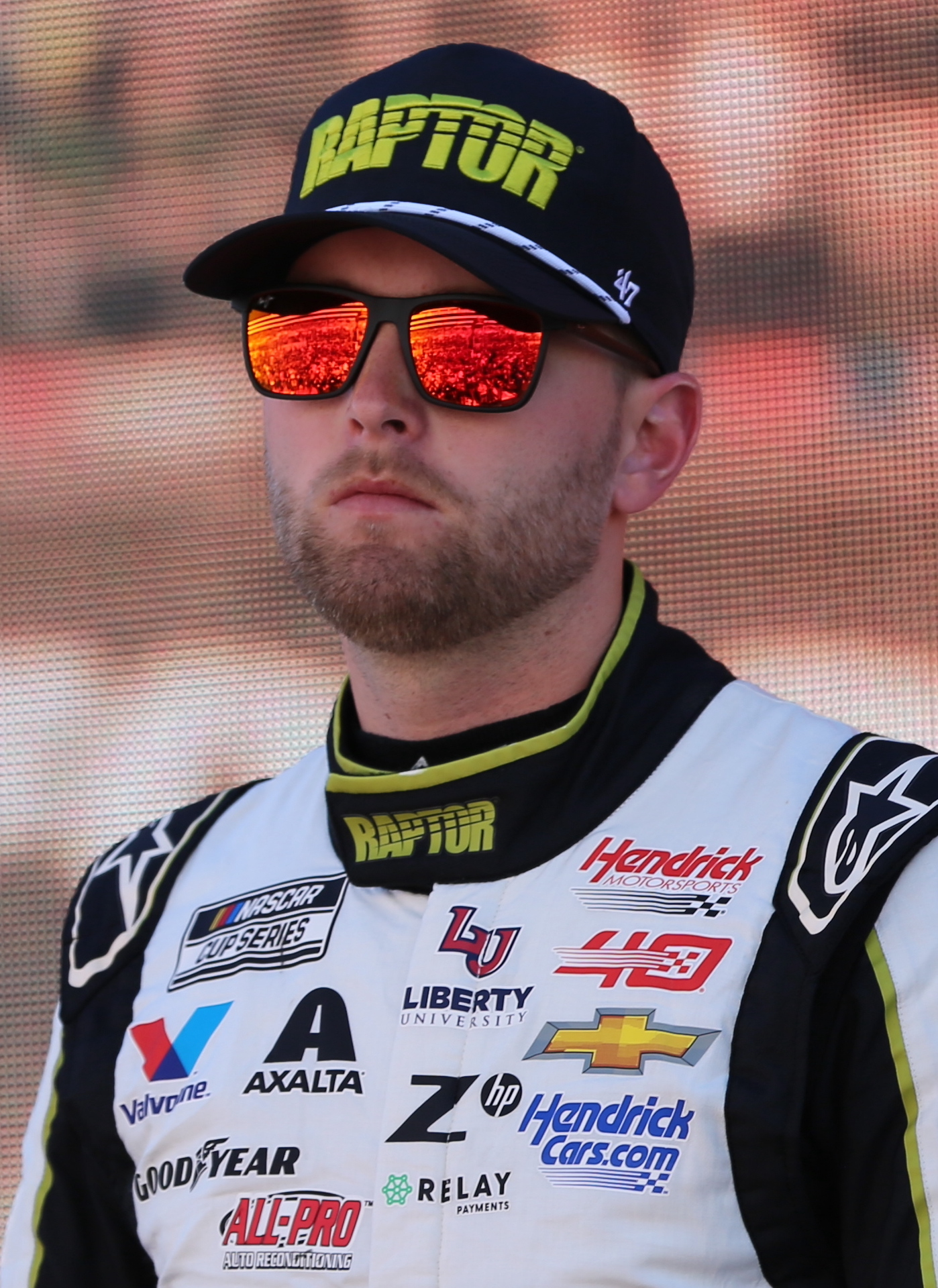
William Byron, 3e à 6 points
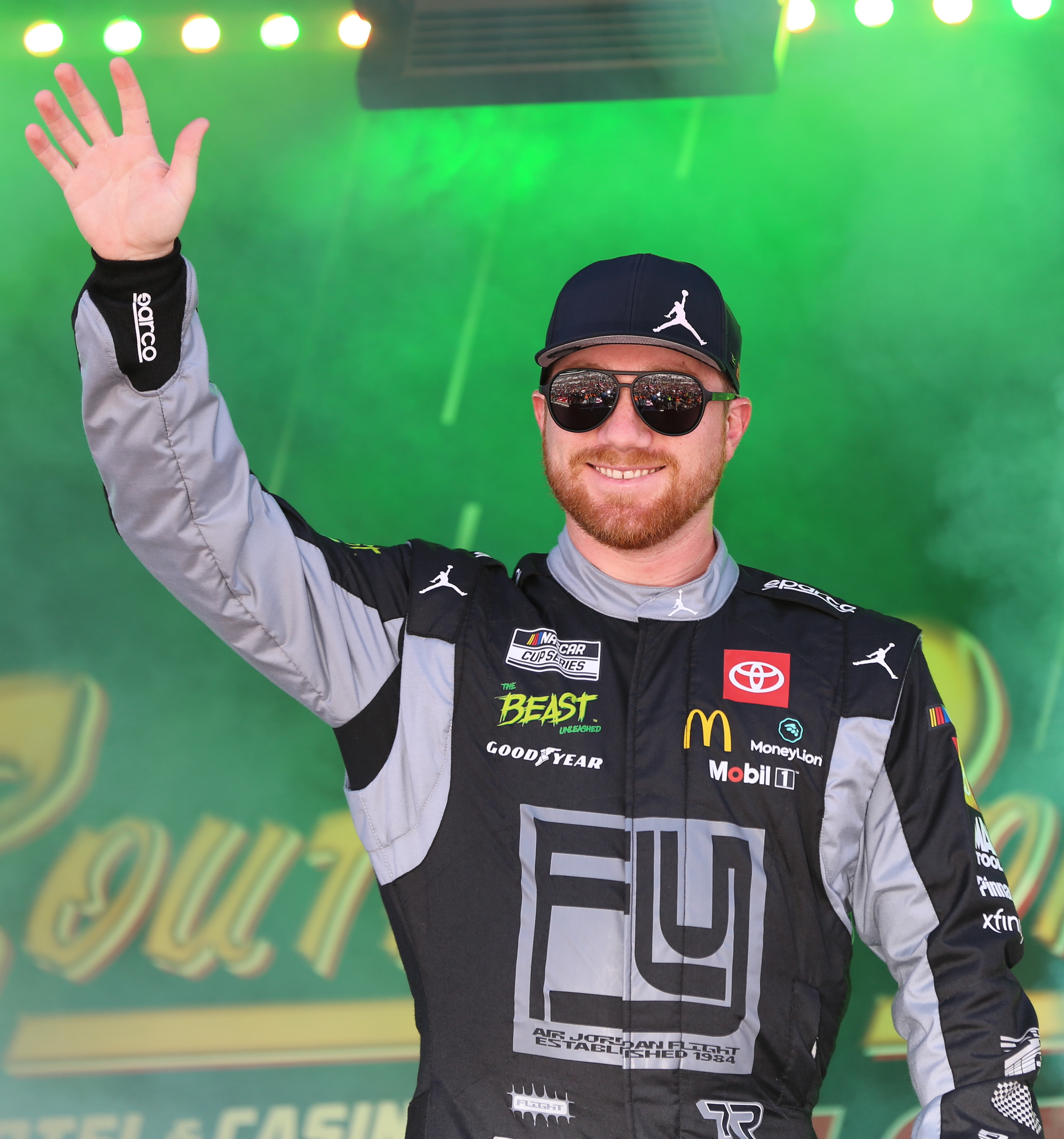
Tyler Reddick, 4e à 9 point et champion de la saison régulière.

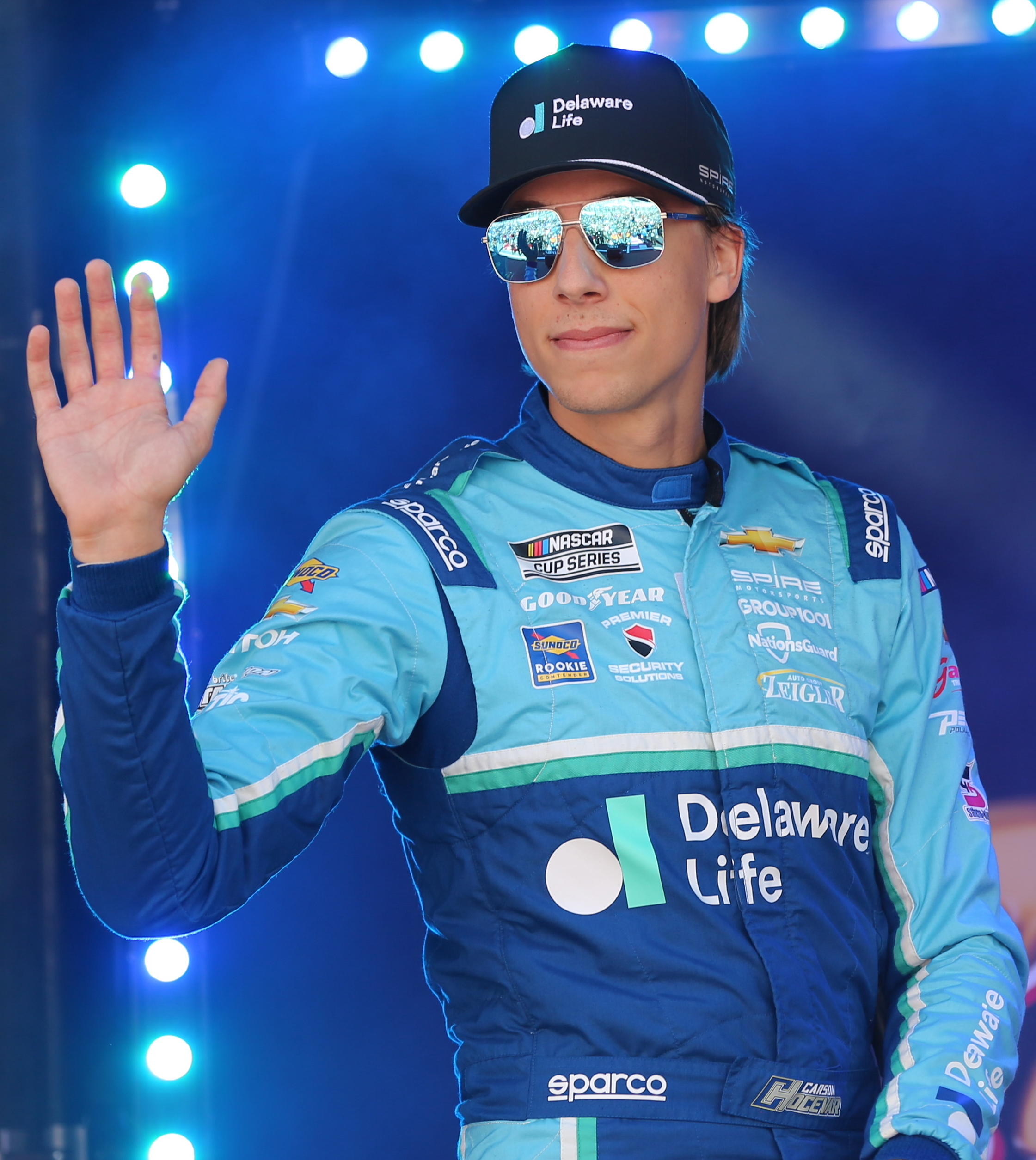
Carson Hocevar (en), meilleur rookie 2024
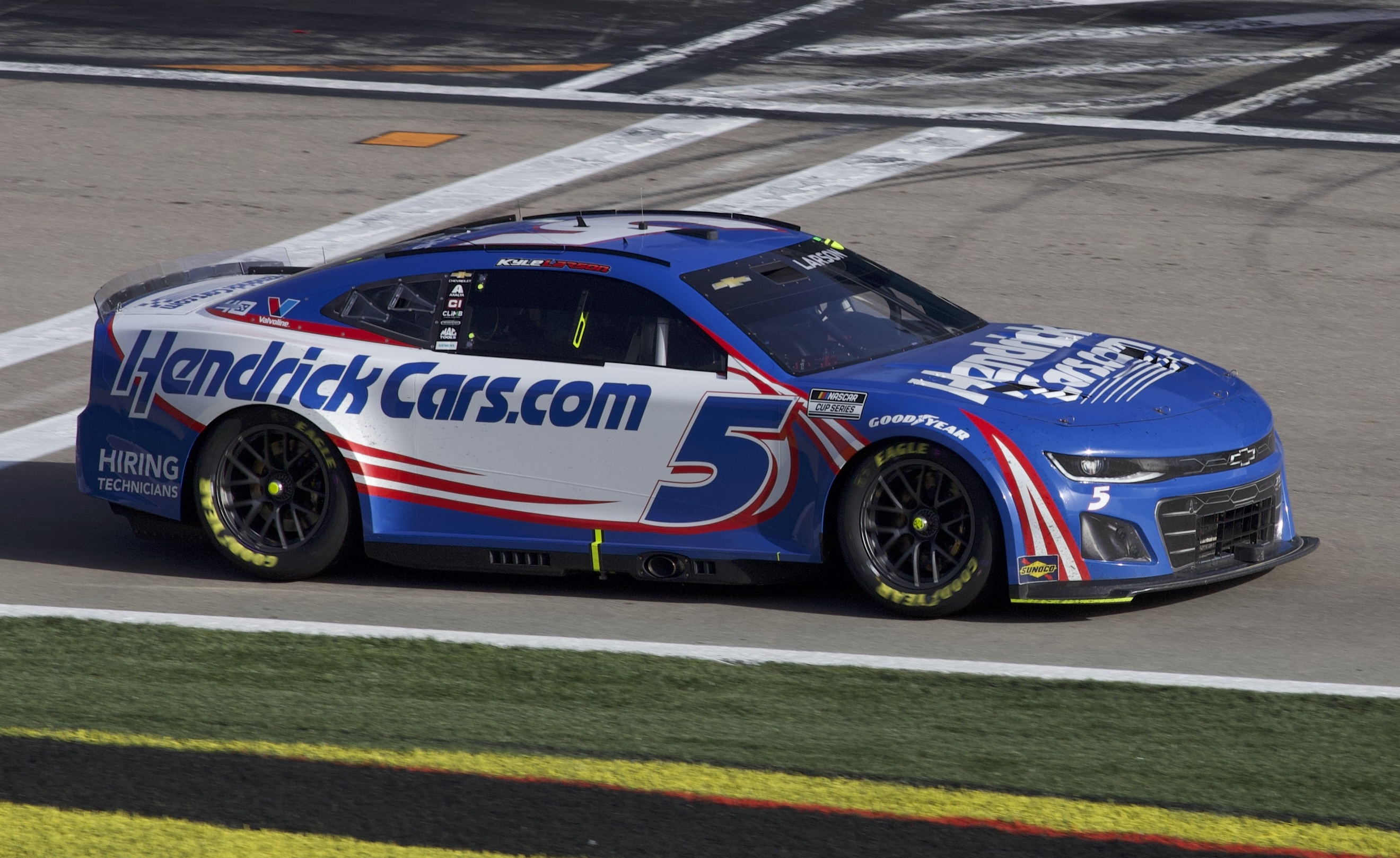
Chevrolet, champion 2024 des constructeurs

## Les équipes et leurs pilotes
| Icône | Légende    |
| ----- | ---------- |
| R     | Rookie Cup |

### Équipes affrétées
| Manufacturier | Écurie                   | Numéro | Pilote                             | Chef d'équipe                                          |
| ------------- | ------------------------ | ------ | ---------------------------------- | ------------------------------------------------------ |
| Chevrolet     | Hendrick Motorsports     | 5      | Kyle Larson                        | Cliff Daniels                                          |
| Chevrolet     | Hendrick Motorsports     | 9      | Chase Elliott                      | Alan Gustafson                                         |
| Chevrolet     | Hendrick Motorsports     | 24     | William Byron                      | Rudy Fugle                                             |
| Chevrolet     | Hendrick Motorsports     | 48     | Alex Bowman                        | Blake Harris                                           |
| Chevrolet     | JTG Daugherty Racing     | 47     | Ricky Stenhouse Jr.                | Mike Kelley                                            |
| Chevrolet     | Kaulig Racing (en)       | 16     | A.J. Allemendinger (12)            | Travis Mack (31) Andrew Dickeson (4) Darian Grubb (1)  |
| Chevrolet     | Kaulig Racing (en)       | 16     | Josh Williams (en) (2)             | Travis Mack (31) Andrew Dickeson (4) Darian Grubb (1)  |
| Chevrolet     | Kaulig Racing (en)       | 16     | Shane van Gisbergen (11)           | Travis Mack (31) Andrew Dickeson (4) Darian Grubb (1)  |
| Chevrolet     | Kaulig Racing (en)       | 16     | Derek Kraus (en) (6)               | Travis Mack (31) Andrew Dickeson (4) Darian Grubb (1)  |
| Chevrolet     | Kaulig Racing (en)       | 16     | Ty Dillon (5)                      | Travis Mack (31) Andrew Dickeson (4) Darian Grubb (1)  |
| Chevrolet     | Kaulig Racing (en)       | 31     | Daniel Hemric (en)                 | Trent Owens                                            |
| Chevrolet     | Richard Childress Racing | 3      | Austin Dillon                      | Keith Rodden (7) Justin Alexander (28) Joel Keller (1) |
| Chevrolet     | Richard Childress Racing | 8      | Kyle Busch                         | Randall Burnett                                        |
| Chevrolet     | Spire Motorsports (en)   | 7      | Corey LaJoie (29) Justin Haley (7) | Ryan Sparks                                            |
| Chevrolet     | Spire Motorsports (en)   | 71     | Zane Smith (en)R                   | Stephen Doran                                          |
| Chevrolet     | Spire Motorsports (en)   | 77     | Carson Hocevar (en) R              | Luke Lambert                                           |
| Chevrolet     | Trackhouse Racing        | 1      | Ross Chastain                      | Phil Surgen (35) Darian Grubb (1)                      |
| Chevrolet     | Trackhouse Racing        | 99     | Daniel Suárez                      | Matt Swiderski                                         |
| Ford          | Front Row Motorsports    | 34     | Michael McDowell                   | Travis Peterson                                        |
| Ford          | Front Row Motorsports    | 38     | Todd Gilliland                     | Ryan Bergenty                                          |
| Ford          | Roush Fenway Racing      | 6      | Brad Keselowski                    | Matt McCall                                            |
| Ford          | Roush Fenway Racing      | 17     | Chris Buescher                     | Scott Graves                                           |
| Ford          | Rick Ware Racing         | 15     | Riley Herbst (en) (4)              | Billy Plourde                                          |
| Ford          | Rick Ware Racing         | 15     | Kaz Grala (en) (23)                | Billy Plourde                                          |
| Ford          | Rick Ware Racing         | 15     | Cody Ware (en) (9)                 | Billy Plourde                                          |
| Ford          | Rick Ware Racing         | 51     | Justin Haley (29) Corey LaJoie (7) | Chris Lawson                                           |
| Ford          | Stewart–Haas Racing      | 4      | Josh Berry R                       | Rodney Childers                                        |
| Ford          | Stewart–Haas Racing      | 10     | Noah Gragson                       | Drew Blickensderfer                                    |
| Ford          | Stewart–Haas Racing      | 14     | Chase Briscoe                      | Richard Boswell                                        |
| Ford          | Stewart–Haas Racing      | 41     | Ryan Preece                        | Chad Johnston                                          |
| Ford          | Team Penske              | 2      | Austin Cindric                     | Brian Wilson                                           |
| Ford          | Team Penske              | 12     | Ryan Blaney                        | Jonathan Hassler (35) Tony Palmer (1)                  |
| Ford          | Team Penske              | 22     | Joey Logano                        | Paul Wolfe                                             |
| Ford          | Wood Brothers Racing     | 21     | Harrison Burton                    | Jeremy Bullins (33) Grant Hutchens (3)                 |
| Toyota        | 23XI Racing              | 23     | Bubba Wallace                      | Bootie Barker (35) Eric Phillips (1)                   |
| Toyota        | 23XI Racing              | 45     | Tyler Reddick                      | Billy Scott                                            |
| Toyota        | Joe Gibbs Racing         | 11     | Denny Hamlin                       | Chris Gabehart                                         |
| Toyota        | Joe Gibbs Racing         | 19     | Martin Truex Jr.                   | James Small                                            |
| Toyota        | Joe Gibbs Racing         | 20     | Christopher Bell                   | Adam Stevens (32) Chris Sherwood (4)                   |
| Toyota        | Joe Gibbs Racing         | 54     | Ty Gibbs                           | Chris Gayle                                            |
| Toyota        | Legacy Motor Club (en)   | 42     | John Hunter Nemechek               | Ben Beshore (31) Brian Campe (5)                       |
| Toyota        | Legacy Motor Club (en)   | 43     | Erik Jones (34) Corey Heim (2)     | Dave Elenz (30) Joey Cohen (1) Ben Beshore (5)         |

### Équipes non affrétées

#### Programme partiel
| Manufacturier | Écurie                     | Numéro | Pilote               | Chef d'équipe                                  | Pr. |
| ------------- | -------------------------- | ------ | -------------------- | ---------------------------------------------- | --- |
| Chevrolet     | Beard Motorsports (en)     | 62     | Anthony Alfredo (en) | Darren Shaw                                    | 3   |
| Chevrolet     | Beard Motorsports (en)     | 62     | Parker Retzlaff (en) | Darren Shaw                                    | 2   |
| Chevrolet     | Kaulig Racing (en)         | 13     | A. J. Allmendinger   | Eddie Pardue 2 Andrew Dickeson 2 Travis Mack 1 | 4   |
| Chevrolet     | Kaulig Racing (en)         | 13     | Shane van Gisbergen  | Eddie Pardue 2 Andrew Dickeson 2 Travis Mack 1 | 1   |
| Chevrolet     | Live Fast Motorsports (en) | 78     | B. J. McLeod (en)    | David Ingram                                   | 6   |
| Chevrolet     | NY Racing Team (en)        | 44     | J. J. Yeley          | Jay Guy 9 Bryan Berry 1                        | 9   |
| Chevrolet     | NY Racing Team (en)        | 44     | Joey Gase (en)       | Jay Guy 9 Bryan Berry 1                        | 1   |
| Chevrolet     | Richard Childress Racing   | 33     | Austin Hill (en)     | Keith Rodden                                   | 4   |
| Chevrolet     | Richard Childress Racing   | 33     | Will Brown (en)      | Keith Rodden                                   | 1   |
| Chevrolet     | Richard Childress Racing   | 33     | Ty Dillon            | Keith Rodden                                   | 1   |
| Chevrolet     | Team AmeriVet (en)         | 50     | Ty Dillon            | Darren Shaw 1 Mike Hillman Jr. 1               | 1   |
| Chevrolet     | Team AmeriVet (en)         | 50     | Jeb Burton (en)      | Darren Shaw 1 Mike Hillman Jr. 1               | 1   |
| Ford          | Front Row Motorsports      | 36     | Kaz Grala (en) (R)   | Seth Barbour                                   | 1   |
| Ford          | MBM Motorsports (en)       | 66     | Timmy Hill (en)      | Carl Long                                      | 2   |
| Ford          | MBM Motorsports (en)       | 66     | Paul Starr (en)      | Carl Long                                      | 1   |
| Ford          | MBM Motorsports (en)       | 66     | B. J. McLeod (en)    | Carl Long                                      | 2   |
| Ford          | MBM Motorsports (en)       | 66     | Chad Finchum (en)    | Carl Long                                      | 3   |
| Ford          | MBM Motorsports (en)       | 66     | Josh Bilicki (en)    | Carl Long                                      | 4   |
| Ford          | MBM Motorsports (en)       | 66     | Parker Retzlaff (en) | Carl Long                                      | 1   |
| Ford          | RFK Racing                 | 60     | David Ragan          | Derrick Finley                                 | 1   |
| Ford          | RFK Racing                 | 60     | Cameron Waters (en)  | Derrick Finley                                 | 1   |
| Ford          | RFK Racing                 | 60     | Joey Hand            | Derrick Finley                                 | 1   |
| Toyota        | 23XI Racing                | 50     | Kamui Kobayashi      | Julian Pena 2 Dave Rogers 1                    | 1   |
| Toyota        | 23XI Racing                | 50     | Corey Heim (en)      | Julian Pena 2 Dave Rogers 1                    | 1   |
| Toyota        | 23XI Racing                | 50     | Juan Pablo Montoya   | Julian Pena 2 Dave Rogers 1                    | 1   |
| Toyota        | Legacy Motor Club (en)     | 84     | Jimmie Johnson       | Jason Burdett 6 Gene Wachtel 3                 | 9   |

## Calendrier 2024 et podium des courses
Le calendrier 2024 a été révélé le 4 octobre 2023 et il comporte 31 courses sur circuit ovale, 4 courses sur circuit routier, une course en circuit urbain et 4 courses ne comptant pas pour le championnat sur circuit ovale.
Notes : Le nom officiel d'une course est susceptible d'être modifié en fonction du sponsor principal de cette course, l'ensemble des sponsors des noms de course n'ayant pas été annoncé pour 2024. Pour les courses dont le sponsor principal n'a pas encore été annoncé, le nom de la course avec le sponsor de 2023 a été repris.
| Icone | Signification                                       |
| ----- | --------------------------------------------------- |
| gras  | Course majeure de NASCAR (Grand Slam (NASCAR) (en)) |
| O     | Circuit ovale                                       |
| D     | Circuit Dirt (revêtement en terre)                  |
| R     | Circuit routier                                     |
| U     | Circuit urbain                                      |

| No                                        | Date          | Nom                                | Circuit                                                         | Tours (par segments) | 1er                 | 2e                  | 3e                  | Pole                | + tours en tête            | Marque    | Rapport      |
| ----------------------------------------- | ------------- | ---------------------------------- | --------------------------------------------------------------- | -------------------- | ------------------- | ------------------- | ------------------- | ------------------- | -------------------------- | --------- | ------------ |
| Saison régulière                          |               |                                    |                                                                 |                      |                     |                     |                     |                     |                            |           |              |
| HC                                        | 4 février     | Busch Light Clash at The Coliseum  | O Los Angeles Memorial Coliseum, Los Angeles, Californie        | 150                  | Denny Hamlin        | Kyle Busch          | Ryan Blaney         | Denny Hamlin        | Ty Gibbs                   | Toyota    | Rapport (en) |
| HC                                        |               | Bluegreen Vacations Duel 1         | O Daytona International Speedway, Daytona Beach, Floride        | -                    | Tyler Reddick       | Chase Elliott       | Alex Bowman         | Joey Logano         | Kyle Larson                | Toyota    | Rapport (en) |
| HC                                        | 15 février    | Bluegreen Vacations Duel 2         | O Daytona International Speedway, Daytona Beach, Floride        | -                    | Christopher Bell    | Austin Cindric      | Denny Hamlin        | Michael McDowell    | Bubba Wallace              | Toyota    | Rapport (en) |
| 1                                         | 18 février    | Daytona 500                        | O Daytona International Speedway, Daytona Beach, Floride        | 65/130/200           | William Byron       | Alex Bowman         | Christopher Bell    | Joey Logano         | Joey Logano                | Chevrolet | Rapport (en) |
| 2                                         | 25 février    | Ambetter Health 400                | O Atlanta Motor Speedway, Hampton, Géorgie                      | 60/160/260           | Daniel Suárez       | Ryan Blaney         | Kyle Busch          | Michael McDowell    | Todd Gilliland             | Chevrolet | Rapport (en) |
| 3                                         | 3 mars        | Pennzoil 400                       | O Las Vegas Motor Speedway, Las Vegas, Nevada                   | 80/165/267           | Kyle Larson         | Tyler Reddick       | Ryan Blaney         | Joey Logano         | Kyle Larson                | Chevrolet | Rapport (en) |
| 4                                         | 10 mars       | Shriners Children's 500            | O Phoenix Raceway, Avondale, Arizona                            | 60/185/312           | Christopher Bell    | Chris Buescher      | Ty Gibbs            | Denny Hamlin        | Denny Hamlin Tyler Reddick | Toyota    | Rapport (en) |
| 5                                         | 17 mars       | Food City 500                      | O Bristol Motor Speedway, Bristol, Tennessee                    | 125/250/500          | Denny Hamlin        | Martin Truex Jr.    | Brad Keselowski     | Ryan Blaney         | Denny Hamlin               | Toyota    | Rapport (en) |
| 6                                         | 24 mars       | EchoPark Automotive Grand Prix     | R Circuit des Ameriques, Austin, Texas                          | 15/30/68             | William Byron       | Christopher Bell    | Ty Gibbs            | William Byron       | William Byron              | Chevrolet | Rapport (en) |
| 7                                         | 31 mars       | Toyota Owners 400                  | O Richmond Raceway, \| Richmond, Virginie                       | 70/230/400           | Denny Hamlin        | Joey Logano         | Kyle Larson         | Kyle Larson         | Martin Truex Jr.           | Toyota    | Rapport (en) |
| 8                                         | 7 avril       | Cook Out 400                       | O Martinsville Speedway, Ridgeway, Virginie                     | 80/180/400           | William Byron       | Kyle Larson         | Chase Elliott       | Kyle Larson         | William Byron              | Chevrolet | Rapport (en) |
| 9                                         | 14 avril      | Autotrader EchoPark Automotive 400 | O Texas Motor Speedway, Fort Worth, Texas                       | 80/165/267           | Chase Elliott       | Brad Keselowski     | William Byron       | Tyler Reddick       | Kyle Larson                | Chevrolet | Rapport (en) |
| 10                                        | 21 avril      | GEICO 500                          | O Talladega Superspeedway, Lincoln, Alabama                     | 60/120/188           | Tyler Reddick       | Brad Keselowski     | Noah Gragson        | Michael McDowell    | Michael McDowell           | Toyota    | Rapport (en) |
| 11                                        | 28 avril      | Würth 400                          | O Dover Motor Speedway, Dover, Delaware                         | 120/250/400          | Denny Hamlin        | Kyle Larson         | Martin Truex Jr.    | Kyle Busch          | Denny Hamlin               | Toyota    | Rapport (en) |
| 12                                        | 5 mai         | AdventHealth 400                   | O Kansas Speedway, Kansas City, Kansas                          | 80/165/267           | Kyle Larson         | Chris Buescher      | Chase Eliott        | Christopher Bell    | Denny Hamlin               | Chevrolet | Rapport (en) |
| 13                                        | 12 mai        | Goodyear 400                       | O Darlington Raceway, Darlington, Caroline du Sud               | 90/185/293           | Brad Keselowski     | Ty Gibbs            | Josh Berry          | Tyler Reddick       | Tyler Reddick              | Ford      | Rapport (en) |
| HC                                        | 19 mai        | NASCAR All Star Open               | O North Wilkesboro Speedway, North Wilkesboro, Caroline du Nord | 100                  | Ty Gibbs            | Bubba Wallace       | Josh Berry          | Ty Gibbs            | Ty Gibbs                   | Toyota    | Rapport (en) |
| HC                                        | 19 mai        | NASCAR All-Star Race               | O North Wilkesboro Speedway, North Wilkesboro, Caroline du Nord | 200                  | Joey Logano         | Denny Hamlin        | Chris Buescher      | Joey Logano         | Joey Logano                | Ford      | Rapport (en) |
| 14                                        | 26 mai        | Coca-Cola 600                      | O Charlotte Motor Speedway, Concord, Caroline du Nord           | 100/200/300/400      | Christopher Bell    | Brad Keselowski     | William Byron       | Ty Gibbs            | Christopher Bell           | Toyota    | Rapport (en) |
| 15                                        | 2 juin        | Enjoy Illinois 300                 | O World Wide Technology Raceway, Madison, Illinois              | 45/140/240           | Austin Cindric      | Denny Hamlin        | Brad Keselowski     | Michael McDowell    | Christopher Bell           | Ford      | Rapport (en) |
| 16                                        | 9 juin        | Toyota/Save Mart 350               | R Sonoma Raceway, Sonoma, Californie                            | 25/55/110            | Kyle Larson         | Michael McDowell    | Chris Buescher      | Joey Logano         | Tyler Reddick              | Chevrolet | Rapport (en) |
| 17                                        | 16 juin       | Iowa Corn 350                      | O Iowa Speedway, Newton, Iowa                                   | 70/210/350           | Ryan Blaney         | William Byron       | Chase Elliott       | Kyle Larson         | Ryan Blaney                | Ford      | Rapport (en) |
| 18                                        | 23 juin       | Crayon 301                         | O New Hampshire Motor Speedway, Loudon, New Hampshire           | 70/185/301           | Christopher Bell    | Chase Briscoe       | Josh Berry          | Chase Elliott       | Christopher Bell           | Toyota    | Rapport (en) |
| 19                                        | 30 juin       | Ally 400                           | O Nashville Superspeedway, Lebanon, Tennessee                   | 90/185/300           | Joey Logano         | Zane Smith (en)     | Tyler Reddick       | Denny Hamlin        | Christopher Bell           | Ford      | Rapport (en) |
| 20                                        | 7 juillet     | Grant Park 165                     | U Circuit urbain de Chicago, Chicago, Illinois                  | 20/45/75             | Alex Bowman         | Tyler Reddick       | Ty Gibbs            | Kyle Larson         | Ty Gibbs                   | Chevrolet | Rapport (en) |
| 21                                        | 14 juillet    | HighPoint.com 400                  | O Pocono Raceway, Long Pond, Pennsylvanie                       | 30/95/160            | Ryan Blaney         | Denny Hamlin        | Alex Bowman         | Ty Gibbs            | Ryan Blaney                | Ford      | Rapport (en) |
| 22                                        | 21 juillet    | Brickyard 400                      | O Indianapolis Motor Speedway, Speedway, Indiana                | 50/100/160           | Kyle Larson         | Tyler Reddick       | Ryan Blaney         | Tyler Reddick       | Tyler Reddick              | Chevrolet | Rapport (en) |
| 23                                        | 11 août       | Cook Out 400                       | O Richmond Raceway, Richmond, Virginie                          | 70/230/400           | Austin Dillon       | Denny Hamlin        | Tyler Reddick       | Denny Hamlin        | Denny Hamlin               | Chevrolet | Rapport (en) |
| 24                                        | 18 août       | FireKeepers Casino 400             | O Michigan International Speedway, Brooklyn, Michigan           | 45/120/200           | Tyler Reddick       | William Byron       | Ty Gibbs            | Denny Hamlin        | Kyle Larson                | Toyota    | Rapport (en) |
| 25                                        | 24 août       | Coke Zero Sugar 400                | O Daytona International Speedway, Daytona Beach, Floride        | 35/95/160            | Harrison Burton     | Kyle Busch          | Christopher Bell    | Michael McDowell    | Joey Logano                | Ford      | Rapport (en) |
| 26                                        | 1er septembre | Cook Out Southern 500              | O Darlington Raceway, Darlington, Caroline du Sud               | 115/230/367          | Chase Briscoe       | Kyle Busch          | Christopher Bell    | Bubba Wallace       | Kyle Larson                | Ford      | Rapport (en) |
| Série éliminatoire - 16 pilotes impliqués |               |                                    |                                                                 |                      |                     |                     |                     |                     |                            |           |              |
| 27                                        | 8 septembre   | Quaker State 400                   | O Atlanta Motor Speedway, Hampton, Géorgie                      | 60/160/260           | Joey Logano         | Daniel Suárez       | Ryan Blaney         | Michael McDowell    | Austin Cindric             | Ford      | Rapport (en) |
| 28                                        | 15 septembre  | Go Bowling at The Glen             | R Watkins Glen International, Watkins Glen, New York            | 20/40/90             | Chris Buescher      | Shane van Gisbergen | Carson Hocevar (en) | Ross Chastain       | Ross Chastain              | Ford      | Rapport (en) |
| 29                                        | 21 septembre  | Bass Pro Shops Night Race          | O Bristol Motor Speedway, Bristol, Tennessee                    | 125/250/500          | Kyle Larson         | Chase Elliott       | Bubba Wallace       | Alex Bowman         | Kyle Larson                | Chevrolet | Rapport (en) |
| Série éliminatoire - 12 pilotes impliqués |               |                                    |                                                                 |                      |                     |                     |                     |                     |                            |           |              |
| 30                                        | 29 septembre  | Hollywood Casino 400               | O Kansas Speedway, Kansas City, Kansas                          | 80/165/267           | Ross Chastain       | William Byron       | Martin Truex Jr.    | Christopher Bell    | Christopher Bell           | Chevrolet | Rapport (en) |
| 31                                        | 6 octobre     | YellaWood 500                      | O Talladega Superspeedway, Lincoln, Alabama                     | 60/120/188           | Ricky Stenhouse Jr. | Brad Keselowski     | William Byron       | Michael McDowell    | Austin Cindric             | Chevrolet | Rapport (en) |
| 32                                        | 13 octobre    | Bank of America Roval 400          | R Charlotte Motor Speedway (Roval), Concord, Caroline du Nord   | 25/50/109            | Kyle Larson         | Christopher Bell    | William Byron       | Shane van Gisbergen | Kyle Larson                | Chevrolet | Rapport (en) |
| Série éliminatoire - 8 pilotes impliqués  |               |                                    |                                                                 |                      |                     |                     |                     |                     |                            |           |              |
| 33                                        | 20 octobre    | South Point 400                    | O Las Vegas Motor Speedway, Las Vegas, Nevada                   | 80/165/267           | Joey Logano         | Christopher Bell    | Daniel Suárez       | Christopher Bell    | Christopher Bell           | Ford      | Rapport (en) |
| 34                                        | 27 octobre    | Dixie Vodka 400                    | O Homestead–Miami Speedway, Homestead, Floride                  | 80/165/267           | Tyler Reddick       | Ryan Blaney         | Denny Hamlin        | Tyler Reddick       | Tyler Reddick              | Chevrolet | Rapport (en) |
| 35                                        | 3 novembre    | Xfinity 500                        | O Martinsville Speedway, Ridgeway, Virginie                     | 130/260/500          | Ryan Blaney         | Chase Elliott       | Kyle Larson         | Martin Truex Jr.    | Brad Keselowski            | Ford      | Rapport (en) |
| Finale - 4 pilotes impliqués              |               |                                    |                                                                 |                      |                     |                     |                     |                     |                            |           |              |
| 36                                        | 10 novembre   | Finale                             | O Phoenix Raceway, Avondale, Arizona                            | 60/185/312           | Joey Logano         | Ryan Blaney         | William Byron       | Martin Truex Jr.    | Christopher Bell           | Ford      | Rapport (en) |

## Classements du championnat

### Pilotes

#### Légende
| Couleurs | Résultats                           |
| -------- | ----------------------------------- |
| Or       | Vainqueur                           |
| Argent   | Classé entre la 2e et la 5e place   |
| Bronze   | Classé entre la 6e et la 10e place  |
| Vert     | Classé entre la 11e et la 20e place |
| Bleu     | Classé 21e ou pire                  |

| Couleurs | Résultats                                                   |
| -------- | ----------------------------------------------------------- |
| Violet   | N'a pas fini (DNF)                                          |
| Noir     | Disqualifié (DSQ)                                           |
| Rose     | Non qualifié (DNQ)                                          |
| Brun     | Abandonné la course (Wth)                                   |
| Blanc    | Qualifié pour un autre pilote (QL)                          |
| Blanc    | Qualifié mais remplacé à la suite d'une blessure (INQ)      |
| ☆        | Qualifié pour les playoffs (Nb. d'étoile = nb. de victoire) |

| Abréviations | Significations    |
| ------------ | ----------------- |
| (R)          | Rookie            |
| DNP          | N'a pas participé |
| INJ          | Blessé ou malade  |
| EX           | Exclu             |
| DNA          | N'est pas arrivé  |

| Couleurs | Signification   |
| -------- | --------------- |
|          | Circuit routier |
|          | Circuit Dirt    |
|          | Circuit urbain  |

  – Gras = pole position – *= pilote ayant le plus mené lors de la course.

. = Éliminé après le Challenger Round (Round of 16)
. = Éliminé après le Contender Round (Round of 12)
. = Éliminé après l'Eliminator Round (Round of 8)

#### Classement
| Pilotes éligibles pour le titre de Champion de la NASCAR Cup Series 2024 |                       |        |        |        | | | | | | | | | | | | | | | | | | | | | | | | | | | | | | | | | | | | | | | | | |
| Pos.                                                                     | Pilote                | Pts    | Seg    | Bonus  | | DAY8 | ATL | LAS | PHO | BRI | TEX | RCH | MAR | TEX | TAL | DOV | KAN | DAR | CHA | WWT | SON | IOW | NHA | NAS | CHI | POC | IND | RCH | MIC | DAY | DAR | | ATL | GLN | BRI | | KAN | TAL | CHA | | LAS | HOM | MAR | | PHO |
| 1                                                                        | Joey Logano ☆☆☆☆      | 5040   | –      | 17     | 32 * | 28 | 9 | 34 | 22 | 11 | 2 | 6 | 11 | 19 2 | 16 | 34 | 21 | 14 | 5 | 21 | 6 | 32 | 1 | 23 | 5 | 34 | 19 | 33 | 31*2 | 8 | 1 | 15 | 28 | 14 | 33 | 8 | 1 | 28 | 10 | 1 1 | | | | | |
| 2                                                                        | Ryan Blaney ☆☆☆       | 5035   | –      | 19 6   | 30 2 | 2 | 3 | 5 | 16 | 12 | 19 | 5 | 33 | 20 | 7 | 12 | 36 | 39 | 24 | 7 | 1 *1 | 25 | 6 | 10 | 1 * | 3 | 11 | 18 1 | 29 | 37 | 3 1 | 38 | 6 | 4 | 39 | 10 | 32 | 2 | 1 | 2 2 | | | | | |
| 3                                                                        | William Byron ☆☆☆     | 5034   | –      | 23 5   | 1 | 17 | 10 | 18 | 35 | 1 * | 7 | 1 * | 3 | 7 | 33 | 23 | 6 | 3 1 | 15 | 30 | 2 | 26 | 19 | 8 | 4 | 38 | 13 | 2 | 27 | 30 | 9 | 34 | 17 | 2 1 | 3 | 3 | 4 | 6 | 6 | 3 | | | | | |
| 4                                                                        | Tyler Reddick☆☆☆      | 5031   | –      | 29 1   | 29 | 30 | 2 | 10 *1 | 30 | 5 | 10 | 7 | 4 | 1 | 11 | 20 | 32 *2 | 4 | 4 | 8 *1 | 22 | 6 | 3 | 2 | 6 | 2 * | 3 | 1 | 28 | 10 | 6 | 27 | 20 | 25 | 20 | 11 1 | 36 1 | 1 *1 | 6 | 6 | | | | | |
| Pilotes éliminés de la course au titre de champion 2024                  |                       |        |        |        | | | | | | | | | | | | | | | | | | | | | | | | | | | | | | | | | | | | | | | | | |
| 5                                                                        | Christopher Bell ☆☆☆  | 2412   | 54     | 33 4   | | 3 | 34 | 33 | 1 2 | 10 | 2 1 | 6 | 35 | 17 | 38 | 34 | 6 | 13 | 1 *23 | 7 *12 | 9 | 4 | 1 *1 | 36 *12 | 37 | 12 | 4 | 6 1 | 35 | 3 | 3 | | 4 | 14 | 5 | | 7 * | 6 | 2 | | 2 *2 | 4 | 22 | | 5 * |
| 6                                                                        | Kyle Larson ☆☆☆☆☆☆    | 2378   | 19     | 52 2   | 11 | 32 | 1 *12 | 14 | 5 | 17 | 3 1 | 2 1 | 21 *1 | 21 | 2 2 | 1 | 34 1 | QL† | 10 | 1 | 34 2 | 4 | 8 | 39 | 13 | 1 | 7 | 34* | 21 | 4 *12 | 37 | 12 | 1 *12 | 26 | 4 | 1 * | 11 | 13 | 3 | 4 | | | | | |
| 7                                                                        | Chase Elliott ☆       | 2342   | 36     | 14 3   | 14 1 | 15 | 12 | 19 | 8 | 16 | 5 | 3 | 1 | 15 | 5 | 3 | 12 | 7 | 13 | 4 | 3 | 18 | 18 | 21 | 9 | 10 | 9 | 15 | 36 | 11 | 8 | 19 | 2 | 9 | 29 | 5 | 33 | 5 | 2 1 | 8 | | | | | |
| 8                                                                        | Denny Hamlin ☆☆☆      | 2328   | 31     | 15 7   | 19 | 23 | 8 | 11* | 1 * ‡ | 14 2 | 1 | 11 2 | 30 | 37 | 1 * | 5 *1 | 4 | 5 | 2 | 38 | 24 | 24 2 | 12 | 30 | 2 2 | 32 1 | 2 * | 9 | 38 | 7 | 24 | 23 | 4 | 8 | 10 | 14 | 8 | 3 2 | 5 | 11 | | | | | |
| 9                                                                        | Alex Bowman ☆         | 2318   | 31     | 6      | 2 | 27 | 18 | 20 | 4 | 4 | 17 | 8 | 37 | 5 | 8 | 7 | 8 | 9 | 28 | 15 | 8 | 36 | 14 | 1 | 3 | 31 | 28 | 27 | 16 | 19 | 5 | 18 | 9 | 6 2 | 16 | 38 | 5 | 7 | 13 | 14 | | | | | |
| 10                                                                       | Martin Truex Jr.      | 2257   | 67     | 5 10   | 15 | 12 | 7 | 7 | 2 | 10 | 4 *2 | 18 | 14 | 11 | 3 1 | 4 | 25 | 12 | 34 | 27 | 15 | 9 | 24 | 33 | 8 1 | 27 | 37 | 24 | 24 | 36 | 35 | 20 1 | 24 | 3 | 11 | 21 | 6 | 23 | 24 | 17 | | | | | |
| 11                                                                       | Austin Cindric ☆      | 2247   | 24     | 9      | 22 | 4 2 | 29 | 36 | 31 | 18 | 23 | 23 | 25 | 23 1 | 15 | 37 | 20 | 20 | 1 | 22 | 30 | 19 | 15 | 15 | 18 | 7 | 24 | 28 | 18 | 13 | 10 *2 | 6 | 8 | 24 | 32 2 | 4 | 34 | 27 | 4 | 13 | | | | | |
| 12                                                                       | Daniel Suárez ☆       | 2226   | 3      | 6      | 34 | 1 | 11 | 13 | 18 | 21 | 22 | 22 | 5 | 27 | 18 | 27 | 24 | 24 | 23 | 14 | 9 | 21 | 22 | 11 | 16 | 8 | 10 2 | 8 | 40 | 18 | 2 | 13 | 31 | 13 | 26 | 30 | 3 | 16 | 23 | 10 | | | | | |
| 13                                                                       | Brad Keselowski ☆     | 2208   | 25     | 8 8    | 33 | 33 | 13 | 4 | 3 | 33 | 8 | 28 | 2 | 2 | 30 | 11 | 1 | 2 | 3 | 13 | 10 | 28 | 25 | 18 | 7 | 21 | 16 | 5 | 8 | 14 | 19 | 26 | 26 | 23 | 2 | 23 | 35 | 17 | 9 *2 | 15 | | | | | |
| 14                                                                       | Chase Briscoe ☆       | 2184   | 12     | 5      | 10 | 31 | 21 | 9 | 13 | 13 | 18 | 10 | 6 | 12 | 19 | 21 | 5 | 25 | 17 | 34 | 28 | 2 | 21 | 32 | 15 | 24 | 21 | 31 | 14 | 1 | 38 | 10 | 13 | 34 | 30 | 36 | 26 | 12 | 15 | 29 | | | | | |
| 15                                                                       | Ty Gibbs              | 2169   | 36     | 4 9    | 17 | 10 | 5 | 3 | 9 12 | 3 | 10 | 19 | 13 | 22 | 10 | 32 | 2 | 6 | 11 | 37 | 25 | 16 | 28 | 3 * | 27 | 23 | 22 | 3 | 5 | 20 | 17 | 22 | 15 | 5 | 13 | 35 | 30 | 36 | 32 | 40 | | | | | |
| 16                                                                       | Harrison Burton ☆     | 2122   | 5      | 5      | 39 | 11 | 30 | 27 | 32 | 30 | 34 | 33 | 28 | 10 | 26 | 36 | 22 | 32 | 31 | 25 | 20 | 14 | 28 | 25 | 31 | 36 | 32 | 14 | 1 | 21 | 31 | 24 | 35 | 23 | 34 | 20 | 15 | 24 | 36 | 16 | | | | | |
| 17                                                                       | Chris Buescher ☆      | 930    | 107    | 2      | 18 | 9 | 37 | 2 | 7 | 8 | 9 | 15 | 15 | 25 | 17 | 2 2 | 30 | 23 | 14 | 3 2 | 18 | 5 | 5 | 20 | 11 | 22 | 18 | 6 | 10 | 6 | 36 | 1 | 14 | 11 | 17 1 | 17 | 10 | 15 | 30 | 9 | | | | | |
| 18                                                                       | Bubba Wallace         | 878    | 147    | 1      | 5 | 5 | 35 | 16 | 29 | 15 | 13 | 4 | 7 | 36 | 32 | 17 | 7 | 11 | 21 | 20 | 17 | 34 | 7 | 13 | 10 | 5 2 | 4 | 26 | 6 | 16 | 29 | 17 | 3 | 17 | 9 | 9 | 12 | 18 | 18 | 7 | | | | | |
| 19                                                                       | Ross Chastain ☆       | 852    | 100    | 1      | 21 | 7 | 4 | 6 | 15 | 7 | 15 | 14 | 32 2 | 13 | 12 | 19 | 11 | 8 | 12 | 5 | 11 | 10 | 33 | 22 | 36 | 15 | 5 | 25 | 12 | 5 | 12 | 4 *2 | 10 | 1 | 40 | 28 | 7 | 33 | 8 | 19 | | | | | |
| 20                                                                       | Kyle Busch            | 766    | 93     | 1      | 12 | 3 | 26 | 22 | 25 | 9 | 20 | 16 | 9 | 26 | 4 | 8 | 27 | 15 | 35 | 12 | 35 | 35 | 27 | 9 | 32 | 25 | 12 | 4 2 | 2 | 2 | 7 | 30 | 25 | 19 | 19 | 13 | 13 | 21 | 28 | 21 | | | | | |
| 21                                                                       | Carson Hocevar (R)    | 686    | 23     | -      | 40 | 19 | 15 | 15 | 27 | 22 | 27 | 17 | 10 | 17 | 22 | 24 | 26 | 21 | 8 | 17 | 14 | 17 | 16 | 24 | 17 | 12 | 8 | 10 | 11 | 33 | 16 | 3 | 18 | 32 | 14 | 12 | 23 | 9 | 25 | 18 | | | | | |
| 22                                                                       | Todd Gilliland        | 630    | 49     | -      | 35 | 26 * | 24 | 17 | 26 | 26 | 21 | 13 | 31 | 8 | 31 | 14 | 15 | 17 | 16 | 10 | 12 | 12 | 17 | 7 | 34 | 6 | 17 | 36 | 23 | 17 | 27 | 16 | 32 | 27 | 23 | 18 | 31 | 20 | 26 | 20 | | | | | |
| 23                                                                       | Michael McDowell      | 624    | 56     | 1      | 36 | 8 1 | 25 | 8 | 11 | 38 | 26 | 21 | 35 | 31 * | 36 | 10 | 10 | 16 | 25 | 2 | 23 | 15 | 35 | 5 | 24 | 16 | 15 | 19 | 30 | 28 | 22 | 16 | 11 | 29 | 37 | 15 | 20 | 14 | 33 | 31 | | | | | |
| 24                                                                       | Noah Gragson          | 612    | 14     | -      | 9 | 36 | 6 | 12 | 34 | 34 | 12 | 20 | 18 | 3 | 6 | 9 | 14 | 28 | 22 | 26 | 16 | 27 | 10 | 14 | 37 | 9 | 20 | 12 | 37 | 32 | 34 | 11 | 12 | 18 | 25 | 31 | 18 | 19 | 11 | 12 | | | | | |
| 25                                                                       | Ricky Stenhouse Jr. ☆ | 590    | 47     | -      | 31 | 6 | 17 | 21 | 33 | 28 | 33 | 29 | 23 | 4 | 35 | 16 | 23 | 31 | 20 | 24 | 5 | 7 | 30 | 6 | 33 | 11 | 36 | 13 | 33 | 22 | 14 | 37 | 27 | 28 | 1 | 16 | 27 | 21 | 20 | 33 | | | | | |
| 26                                                                       | Ryan Preece           | 584    | 33     | -      | 23 | 16 | 23 | 23 | 14 | 23 | 28 | 9 | 12 | 14 | 37 | 28 | 17 | 26 | 29 | 18 | 27 | 11 | 4 | 34 | 30 | 26 | 25 | 11 | 39 | 12 | 18 | 9 | 7 | 16 | 35 | 25 | 22 | 10 | 14 | 37 | | | | | |
| 27                                                                       | Josh Berry (R)        | 579    | 64     | 1      | 25 | 29 | 20 | 26 | 12 | 35 | 11 | 25 | 36 | 16 | 14 | 15 | 3 | 10 | 36 | 32 | 7 | 3 | 26 | 36 | 20 | 25 | 14 | 22 | 26 1 | 31 | 28 | 25 | 29 | 38 | 36 | 22 | 24 | 11 | 16 | 24 | | | | | |
| 28                                                                       | Erik Jones            | 516    | 31     | -      | 8 | 25 | 14 | 31 | 20 | 32 | 14 | 12 | 19 | 35 | - | - | 19 | 19 | 26 | 19 | 32 | 13 | 34 | 29 | 14 | 28 | 29 | 16 | 17 | 24 | 26 | 33 | 30 | 35 | 5 | 33 | 25 | 22 | 19 | 22 | | | | | |
| 29                                                                       | Daniel Hemric         | 515    | 7      | -      | 16 | 18 | 19 | 28 | 28 | 37 | 30 | 28 | 20 | 9 | 9 | 30 | 33 | 18 | 18 | 28 | 29 | 31 | 9 | 12 | 25 | 30 | 30 | 23 | 9 | 29 | 11 | 31 | 19 | 20 | 38 | 24 | 19 | 29 | 17 | 23 | | | | | |
| 30                                                                       | Zane Smith (R)        | 505    | -      | -      | 13 | 35 | 36 | 29 | 36 | 19 | 35 | 31 | 26 | 29 | 24 | 29 | 35 | 33 | 19 | 16 | 31 | 30 | 2 | 17 | 29 | 17 | 23 | 7 | 13 | 23 | 21 | 5 | 16 | 10 | 21 | 19 | 16 | 30 | 21 | 39 | | | | | |
| 31                                                                       | Justin Haley          | 503    | 10     | -      | 26 | 20 | 27 | 24 | 17 | 39 | 32 | 30 | 24 | 34 | 23 | 18 | 9 | 22 | 9 | 33 | 13 | 29 | 13 | 16 | 22 | 20 | 27 | 20 | 32 | 27 | 12 | 29 | 22 | 33 | 7 | 26 | 17 | 34 | 29 | 28 | | | | | |
| 32                                                                       | Austin Dillon ☆       | 493    | 42     | -      | 37 | 22 | 16 | 32 | 24 | 25 | 24 | 33 | 8 | 30 | 27 | 25 | 28 | 27 | 6 | 36 | 19 | 33 | 32 | 19 | 23 | 13 | 1 ± | 17 | 22 | 15 | 20 | 28 | 31 | 12 | 8 | 32 | 37 | 25 | 7 | 37 | | | | | |
| 33                                                                       | Corey LaJoie          | 489    | 10     | -      | 4 | 13 | 32 | 33 | 21 | 24 | 36 | 32 | 22 | 18 | 21 | 26 | 16 | 35 | 32 | 11 | 21 | 23 | 20 | 27 | 19 | 14 | 34 | 32 | 34 | 9 | 15 | 8 | 36 | 15 | 18 | 37 | 14 | 35 | 35 | 32 | | | | | |
| 34                                                                       | John Hunter Nemechek  | 447    | 17     | -      | 7 | 21 | 22 | 25 | 6 | 21 | 25 | 36 | 34 | 33 | 20 | 13 | 31 | 30 | 27 | 29 | 26 | 8 | 31 | 35 | 28 | 29 | 31 | 29 | 15 | 25 | 33 | 21 | 23 | 30 | 31 | 34 | 9 | 26 | 21 | 30 | | | | | |
| 35                                                                       | Kaz Grala (R)         | 206    | -      | -      | 39 | 14 | 31 | 30 | 19 | 27 | 31 | 26 | 27 | - | 29 | - | 18 | 34 | - | 23 | 33 | 22 | - | 26 | - | - | - | - | - | 34 | - | 35 | 37 | 31 | - | 27 | - | 32 | 27 | 34 | | | | | |
| 36                                                                       | Cody Ware             | 146    | 1      | -      | - | - | - | - | - | - | - | - | - | 24 | - | - | - | - | 33 | - | - | - | - | - | 26 | 18 | - | 21 | 4 | - | 30 | - | - | - | 12 | - | 21 | - | - | - | | | | | |
| 37                                                                       | Jimmie Johnson        | 60     | -      | -      | 28 | - | - | - | - | - | - | - | 29 | - | 28 | 38 | - | 29 | - | - | - | - | - | - | - | 33 | - | - | - | - | - | - | - | 36 | - | - | 29 | - | - | 26 | | | | | |
| 38                                                                       | Derek Kraus           | 44     | -      | -      | - | - | 28 | 35 | - | - | - | - | - | - | - | 31 | 29 | - | 30 | - | - | - | - | - | - | - | - | - | - | - | - | - | - | - | - | - | - | - | - | 25 | | | | | |
| 39                                                                       | Joey Hand             | 43     | 10     | 1      | - | - | - | - | - | - | - | - | - | - | - | - | - | - | - | - | - | - | - | 4 2 | - | - | - | - | - | - | - | - | - | - | - | - | - | - | - | - | | | | | |
| 40                                                                       | David Ragan           | 17     | -      | -      | 20 | - | - | - | - | - | - | - | - | - | - | - | - | - | - | - | - | - | - | - | - | - | - | - | - | - | - | - | - | - | - | - | - | - | - | - | | | | | |
| 41                                                                       | Kamui Kobayashi       | 8      | -      | -      | - | - | - | - | - | 29 | - | - | - | - | - | - | - | - | - | - | - | - | - | - | - | - | - | - | - | - | - | - | - | - | - | - | - | - | - | - | | | | | |
| 42                                                                       | Will Brown (en)       | 6      | -      | -      | - | - | - | - | - | - | - | - | - | - | - | - | - | - | - | 31 | - | - | - | - | - | - | - | - | - | - | - | - | - | - | - | - | - | - | - | - | | | | | |
| 43                                                                       | Juan Pablo Montoya    | 5      | -      | -      | - | - | - | - | - | - | - | - | - | - | - | - | - | - | - | - | - | - | - | - | - | - | - | - | - | - | 32 | - | - | - | - | - | - | - | - | - | | | | | |
| 44                                                                       | Cameron Waters (en)   | 2      | -      | -      | - | - | - | - | - | - | - | - | - | - | - | - | - | - | | 35 | - | - | - | - | - | - | - | - | - | - | - | - | - | - | - | - | - | - | - | - | | | | | |
| Pilotes non-éligibles pour le titre 2024 de la NASCAR Cup Series         |                       |        |        |        | | | | | | | | | | | | | | | | | | | | | | | | | | | | | | | | | | | | | | | | | |
| Pos.                                                                     | Pilote                | Pts    | Seg    | Bonus  | | DAY | ATL | LAS | PHO | BRI | TEX | RCH | MAR | TEX | TAL | DOV | KAN | DAR | CHA | WWT | SON | IOW | NHA | NAS | CHI | POC | IND | RCH | MIC | DAY | DAR | | ATL | GLN | BRI | | KAN | TAL | CHA | | LAS | HOM | MAR | | PHO |
|                                                                          | Shane van Gisbergen   | -      | -      | -      | - | - | - | - | - | 20 | - | - | - | 28 | - | - | - | 28 | - | - | - | - | - | 40 1 | - | - | - | - | 35 | 26 | 32 | 2 | - | - | 15 | 7 | 29 | - | 12 | - | | | | | |
|                                                                          | A. J. Allmendinger    | -      | -      | -      | 9 | - | - | - | 23 | 6 | - | - | - | - | 13 | - | - | - | - | 6 | 36 | - | 11 | 38 | 21 | 37 | - | 30 | - | - | - | 36 | 23 | - | 28 | 6 2 | - | 8 | - | - | | | | | |
|                                                                          | Anthony Alfredo (en)  | -      | -      | -      | 27 | - | - | - | - | - | - | - | - | 6 | - | - | - | - | - | - | - | - | - | - | - | - | - | - | - | - | - | - | - | - | 24 | - | - | - | - | - | | | | | |
|                                                                          | Parker Retzlaff (en)  | -      | -      | -      | - | - | - | - | - | - | - | - | - | - | | - | - | - | - | - | - | - | - | - | - | | 35 | - | 7 | - | - | - | - | - | - | - | - | - | - | - | | | | | |
|                                                                          | Justin Allgaier (en)  | -      | -      | -      | - | - | - | - | - | - | - | - | - | - | - | - | - | 13 † | - | - | - | - | - | - | - | - | - | - | - | - | - | - | - | - | - | - | - | - | - | - | | | | | |
|                                                                          | Ty Dillon             | -      | -      | -      | - | - | - | - | - | - | 29 | - | 16 | - | - | - | - | 36 | - | - | - | 20 | - | - | - | 19 | 26 | - | - | - | - | - | - | 21 | - | - | - | - | - | - | | | | | |
|                                                                          | B. J. McLeod (en)     | -      | -      | -      | DNQ | 24 | - | - | - | - | - | - | - | 32 | - | - | - | 37 | - | - | - | - | - | - | - | 39 | - | - | 19 | - | 25 | - | - | - | 22 | - | - | - | - | - | | | | | |
|                                                                          | Joey Gase (en)        | -      | -      | -      | - | - | - | - | - | - | - | - | - | - | - | - | - | - | - | - | - | - | - | - | - | - | - | - | 20 | - | - | - | - | - | - | - | - | - | - | - | | | | | |
|                                                                          | Corey Heim (en)       | -      | -      | -      | - | - | - | - | - | - | - | - | - | - | 25 | 22 | - | - | - | - | - | - | 29 | - | - | - | - | - | - | - | - | - | - | - | - | - | - | - | - | - | | | | | |
|                                                                          | J. J. Yeley           | -      | -      | -      | DNQ | - | 34 | - | - | - | - | - | - | - | - | - | - | 40 | - | - | - | - | - | - | 35 | - | - | - | - | - | 23 | - | - | 37 | 27 | - | - | 38 | - | 35 | | | | | |
|                                                                          | Riley Herbst (en)     | -      | -      | -      | 24 | - | - | - | - | - | - | - | - | - | - | 35 | - | - | - | - | - | - | 37 | - | - | - | 33 | - | - | - | - | - | - | - | - | - | - | - | - | - | | | | | |
|                                                                          | Austin Hill (en)      | -      | -      | -      | - | - | - | - | - | - | - | - | 38 | - | - | 33 | - | - | - | - | - | - | - | 31 | - | - | - | - | 25 | - | - | - | - | - | - | - | - | - | - | - | | | | | |
|                                                                          | Josh Williams (en)    | -      | -      | -      | - | 37 | - | - | - | - | - | 27 | - | - | - | - | - | - | - | - | - | - | - | - | - | - | - | - | - | - | - | - | - | - | - | - | - | - | - | - | | | | | |
|                                                                          | Josh Bilicki          | -      | -      | -      | - | - | - | - | - | - | - | - | - | - | - | - | - | - | - | - | - | - | - | 28 | - | - | - | - | - | - | - | - | 34 | - | - | 29 | - | - | 37 | - | | | | | |
|                                                                          | Timmy Hill (en)       | -      | -      | -      | - | - | - | - | - | 36 | - | - | - | - | - | - | - | - | - | - | - | - | - | - | - | - | - | - | - | 35 | - | - | - | - | - | - | - | - | - | - | | | | | |
|                                                                          | Chad Finchum          | -      | -      | -      | - | - | - | - | - | - | - | - | - | - | - | - | - | - | - | - | - | - | 38 | - | - | - | - | - | - | - | - | - | - | - | - | - | - | 37 | - | 36 | | | | | |
|                                                                          | David Starr (en)      | -      | -      | -      | - | - | - | - | - | - | - | 37 | - | - | - | - | - | Wth | - | - | Wth | - | - | - | - | - | - | - | - | - | - | - | - | - | - | - | - | - | - | - | | | | | |
|                                                                          | Jeb Burton (en)       | -      | -      | -      | - | - | - | - | - | - | - | - | - | - | - | - | - | - | - | - | - | - | - | - | - | - | - | - | - | - | - | - | - | - | - | - | - | - | 38 | | | | | | |
| Pos.                                                                     | Pilote                | Pts    | Seg    | Bonus  | DAY | ATL | LAS | PHO | BRI | TEX | RCH | MAR | TEX | TAL | DOV | KAN | DAR | CHA | WWT | SON | IOW | NHA | NAS | CHI | POC | IND | RCH | MIC | DAY | DAR | ATL | GLN | BRI | KAN | TAL | CHA | LAS | HOM | MAR | PHO | | | | | |
| Note :                                                                   | Note :                | Note : | Note : | Note : | † – Kyle Larson (qualifié pour la course) a été remplacé par Justin Allgaier pour qu'il puisse participer aux 500 miles d'Indianapolis. ± – Austin Dillon a pu conserver sa victoire à Richmond, mais a été pénalisé de 25 points et sa victoire n'entre pas en compte pas pour les playoffs. ‡ – Denny Hamlin a été pénalisé de 75 points de championnat ainsi que de 10 points de playoffs à la suite d'une infraction type L2 et sa victoire à Bristol n'entre pas en compte pour les playoffs. | † – Kyle Larson (qualifié pour la course) a été remplacé par Justin Allgaier pour qu'il puisse participer aux 500 miles d'Indianapolis. ± – Austin Dillon a pu conserver sa victoire à Richmond, mais a été pénalisé de 25 points et sa victoire n'entre pas en compte pas pour les playoffs. ‡ – Denny Hamlin a été pénalisé de 75 points de championnat ainsi que de 10 points de playoffs à la suite d'une infraction type L2 et sa victoire à Bristol n'entre pas en compte pour les playoffs. | † – Kyle Larson (qualifié pour la course) a été remplacé par Justin Allgaier pour qu'il puisse participer aux 500 miles d'Indianapolis. ± – Austin Dillon a pu conserver sa victoire à Richmond, mais a été pénalisé de 25 points et sa victoire n'entre pas en compte pas pour les playoffs. ‡ – Denny Hamlin a été pénalisé de 75 points de championnat ainsi que de 10 points de playoffs à la suite d'une infraction type L2 et sa victoire à Bristol n'entre pas en compte pour les playoffs. | † – Kyle Larson (qualifié pour la course) a été remplacé par Justin Allgaier pour qu'il puisse participer aux 500 miles d'Indianapolis. ± – Austin Dillon a pu conserver sa victoire à Richmond, mais a été pénalisé de 25 points et sa victoire n'entre pas en compte pas pour les playoffs. ‡ – Denny Hamlin a été pénalisé de 75 points de championnat ainsi que de 10 points de playoffs à la suite d'une infraction type L2 et sa victoire à Bristol n'entre pas en compte pour les playoffs. | † – Kyle Larson (qualifié pour la course) a été remplacé par Justin Allgaier pour qu'il puisse participer aux 500 miles d'Indianapolis. ± – Austin Dillon a pu conserver sa victoire à Richmond, mais a été pénalisé de 25 points et sa victoire n'entre pas en compte pas pour les playoffs. ‡ – Denny Hamlin a été pénalisé de 75 points de championnat ainsi que de 10 points de playoffs à la suite d'une infraction type L2 et sa victoire à Bristol n'entre pas en compte pour les playoffs. | † – Kyle Larson (qualifié pour la course) a été remplacé par Justin Allgaier pour qu'il puisse participer aux 500 miles d'Indianapolis. ± – Austin Dillon a pu conserver sa victoire à Richmond, mais a été pénalisé de 25 points et sa victoire n'entre pas en compte pas pour les playoffs. ‡ – Denny Hamlin a été pénalisé de 75 points de championnat ainsi que de 10 points de playoffs à la suite d'une infraction type L2 et sa victoire à Bristol n'entre pas en compte pour les playoffs. | † – Kyle Larson (qualifié pour la course) a été remplacé par Justin Allgaier pour qu'il puisse participer aux 500 miles d'Indianapolis. ± – Austin Dillon a pu conserver sa victoire à Richmond, mais a été pénalisé de 25 points et sa victoire n'entre pas en compte pas pour les playoffs. ‡ – Denny Hamlin a été pénalisé de 75 points de championnat ainsi que de 10 points de playoffs à la suite d'une infraction type L2 et sa victoire à Bristol n'entre pas en compte pour les playoffs. | † – Kyle Larson (qualifié pour la course) a été remplacé par Justin Allgaier pour qu'il puisse participer aux 500 miles d'Indianapolis. ± – Austin Dillon a pu conserver sa victoire à Richmond, mais a été pénalisé de 25 points et sa victoire n'entre pas en compte pas pour les playoffs. ‡ – Denny Hamlin a été pénalisé de 75 points de championnat ainsi que de 10 points de playoffs à la suite d'une infraction type L2 et sa victoire à Bristol n'entre pas en compte pour les playoffs. | † – Kyle Larson (qualifié pour la course) a été remplacé par Justin Allgaier pour qu'il puisse participer aux 500 miles d'Indianapolis. ± – Austin Dillon a pu conserver sa victoire à Richmond, mais a été pénalisé de 25 points et sa victoire n'entre pas en compte pas pour les playoffs. ‡ – Denny Hamlin a été pénalisé de 75 points de championnat ainsi que de 10 points de playoffs à la suite d'une infraction type L2 et sa victoire à Bristol n'entre pas en compte pour les playoffs. | † – Kyle Larson (qualifié pour la course) a été remplacé par Justin Allgaier pour qu'il puisse participer aux 500 miles d'Indianapolis. ± – Austin Dillon a pu conserver sa victoire à Richmond, mais a été pénalisé de 25 points et sa victoire n'entre pas en compte pas pour les playoffs. ‡ – Denny Hamlin a été pénalisé de 75 points de championnat ainsi que de 10 points de playoffs à la suite d'une infraction type L2 et sa victoire à Bristol n'entre pas en compte pour les playoffs. | † – Kyle Larson (qualifié pour la course) a été remplacé par Justin Allgaier pour qu'il puisse participer aux 500 miles d'Indianapolis. ± – Austin Dillon a pu conserver sa victoire à Richmond, mais a été pénalisé de 25 points et sa victoire n'entre pas en compte pas pour les playoffs. ‡ – Denny Hamlin a été pénalisé de 75 points de championnat ainsi que de 10 points de playoffs à la suite d'une infraction type L2 et sa victoire à Bristol n'entre pas en compte pour les playoffs. | † – Kyle Larson (qualifié pour la course) a été remplacé par Justin Allgaier pour qu'il puisse participer aux 500 miles d'Indianapolis. ± – Austin Dillon a pu conserver sa victoire à Richmond, mais a été pénalisé de 25 points et sa victoire n'entre pas en compte pas pour les playoffs. ‡ – Denny Hamlin a été pénalisé de 75 points de championnat ainsi que de 10 points de playoffs à la suite d'une infraction type L2 et sa victoire à Bristol n'entre pas en compte pour les playoffs. | † – Kyle Larson (qualifié pour la course) a été remplacé par Justin Allgaier pour qu'il puisse participer aux 500 miles d'Indianapolis. ± – Austin Dillon a pu conserver sa victoire à Richmond, mais a été pénalisé de 25 points et sa victoire n'entre pas en compte pas pour les playoffs. ‡ – Denny Hamlin a été pénalisé de 75 points de championnat ainsi que de 10 points de playoffs à la suite d'une infraction type L2 et sa victoire à Bristol n'entre pas en compte pour les playoffs. | † – Kyle Larson (qualifié pour la course) a été remplacé par Justin Allgaier pour qu'il puisse participer aux 500 miles d'Indianapolis. ± – Austin Dillon a pu conserver sa victoire à Richmond, mais a été pénalisé de 25 points et sa victoire n'entre pas en compte pas pour les playoffs. ‡ – Denny Hamlin a été pénalisé de 75 points de championnat ainsi que de 10 points de playoffs à la suite d'une infraction type L2 et sa victoire à Bristol n'entre pas en compte pour les playoffs. | † – Kyle Larson (qualifié pour la course) a été remplacé par Justin Allgaier pour qu'il puisse participer aux 500 miles d'Indianapolis. ± – Austin Dillon a pu conserver sa victoire à Richmond, mais a été pénalisé de 25 points et sa victoire n'entre pas en compte pas pour les playoffs. ‡ – Denny Hamlin a été pénalisé de 75 points de championnat ainsi que de 10 points de playoffs à la suite d'une infraction type L2 et sa victoire à Bristol n'entre pas en compte pour les playoffs. | † – Kyle Larson (qualifié pour la course) a été remplacé par Justin Allgaier pour qu'il puisse participer aux 500 miles d'Indianapolis. ± – Austin Dillon a pu conserver sa victoire à Richmond, mais a été pénalisé de 25 points et sa victoire n'entre pas en compte pas pour les playoffs. ‡ – Denny Hamlin a été pénalisé de 75 points de championnat ainsi que de 10 points de playoffs à la suite d'une infraction type L2 et sa victoire à Bristol n'entre pas en compte pour les playoffs. | † – Kyle Larson (qualifié pour la course) a été remplacé par Justin Allgaier pour qu'il puisse participer aux 500 miles d'Indianapolis. ± – Austin Dillon a pu conserver sa victoire à Richmond, mais a été pénalisé de 25 points et sa victoire n'entre pas en compte pas pour les playoffs. ‡ – Denny Hamlin a été pénalisé de 75 points de championnat ainsi que de 10 points de playoffs à la suite d'une infraction type L2 et sa victoire à Bristol n'entre pas en compte pour les playoffs. | † – Kyle Larson (qualifié pour la course) a été remplacé par Justin Allgaier pour qu'il puisse participer aux 500 miles d'Indianapolis. ± – Austin Dillon a pu conserver sa victoire à Richmond, mais a été pénalisé de 25 points et sa victoire n'entre pas en compte pas pour les playoffs. ‡ – Denny Hamlin a été pénalisé de 75 points de championnat ainsi que de 10 points de playoffs à la suite d'une infraction type L2 et sa victoire à Bristol n'entre pas en compte pour les playoffs. | † – Kyle Larson (qualifié pour la course) a été remplacé par Justin Allgaier pour qu'il puisse participer aux 500 miles d'Indianapolis. ± – Austin Dillon a pu conserver sa victoire à Richmond, mais a été pénalisé de 25 points et sa victoire n'entre pas en compte pas pour les playoffs. ‡ – Denny Hamlin a été pénalisé de 75 points de championnat ainsi que de 10 points de playoffs à la suite d'une infraction type L2 et sa victoire à Bristol n'entre pas en compte pour les playoffs. | † – Kyle Larson (qualifié pour la course) a été remplacé par Justin Allgaier pour qu'il puisse participer aux 500 miles d'Indianapolis. ± – Austin Dillon a pu conserver sa victoire à Richmond, mais a été pénalisé de 25 points et sa victoire n'entre pas en compte pas pour les playoffs. ‡ – Denny Hamlin a été pénalisé de 75 points de championnat ainsi que de 10 points de playoffs à la suite d'une infraction type L2 et sa victoire à Bristol n'entre pas en compte pour les playoffs. | † – Kyle Larson (qualifié pour la course) a été remplacé par Justin Allgaier pour qu'il puisse participer aux 500 miles d'Indianapolis. ± – Austin Dillon a pu conserver sa victoire à Richmond, mais a été pénalisé de 25 points et sa victoire n'entre pas en compte pas pour les playoffs. ‡ – Denny Hamlin a été pénalisé de 75 points de championnat ainsi que de 10 points de playoffs à la suite d'une infraction type L2 et sa victoire à Bristol n'entre pas en compte pour les playoffs. | † – Kyle Larson (qualifié pour la course) a été remplacé par Justin Allgaier pour qu'il puisse participer aux 500 miles d'Indianapolis. ± – Austin Dillon a pu conserver sa victoire à Richmond, mais a été pénalisé de 25 points et sa victoire n'entre pas en compte pas pour les playoffs. ‡ – Denny Hamlin a été pénalisé de 75 points de championnat ainsi que de 10 points de playoffs à la suite d'une infraction type L2 et sa victoire à Bristol n'entre pas en compte pour les playoffs. | † – Kyle Larson (qualifié pour la course) a été remplacé par Justin Allgaier pour qu'il puisse participer aux 500 miles d'Indianapolis. ± – Austin Dillon a pu conserver sa victoire à Richmond, mais a été pénalisé de 25 points et sa victoire n'entre pas en compte pas pour les playoffs. ‡ – Denny Hamlin a été pénalisé de 75 points de championnat ainsi que de 10 points de playoffs à la suite d'une infraction type L2 et sa victoire à Bristol n'entre pas en compte pour les playoffs. | † – Kyle Larson (qualifié pour la course) a été remplacé par Justin Allgaier pour qu'il puisse participer aux 500 miles d'Indianapolis. ± – Austin Dillon a pu conserver sa victoire à Richmond, mais a été pénalisé de 25 points et sa victoire n'entre pas en compte pas pour les playoffs. ‡ – Denny Hamlin a été pénalisé de 75 points de championnat ainsi que de 10 points de playoffs à la suite d'une infraction type L2 et sa victoire à Bristol n'entre pas en compte pour les playoffs. | † – Kyle Larson (qualifié pour la course) a été remplacé par Justin Allgaier pour qu'il puisse participer aux 500 miles d'Indianapolis. ± – Austin Dillon a pu conserver sa victoire à Richmond, mais a été pénalisé de 25 points et sa victoire n'entre pas en compte pas pour les playoffs. ‡ – Denny Hamlin a été pénalisé de 75 points de championnat ainsi que de 10 points de playoffs à la suite d'une infraction type L2 et sa victoire à Bristol n'entre pas en compte pour les playoffs. | † – Kyle Larson (qualifié pour la course) a été remplacé par Justin Allgaier pour qu'il puisse participer aux 500 miles d'Indianapolis. ± – Austin Dillon a pu conserver sa victoire à Richmond, mais a été pénalisé de 25 points et sa victoire n'entre pas en compte pas pour les playoffs. ‡ – Denny Hamlin a été pénalisé de 75 points de championnat ainsi que de 10 points de playoffs à la suite d'une infraction type L2 et sa victoire à Bristol n'entre pas en compte pour les playoffs. | † – Kyle Larson (qualifié pour la course) a été remplacé par Justin Allgaier pour qu'il puisse participer aux 500 miles d'Indianapolis. ± – Austin Dillon a pu conserver sa victoire à Richmond, mais a été pénalisé de 25 points et sa victoire n'entre pas en compte pas pour les playoffs. ‡ – Denny Hamlin a été pénalisé de 75 points de championnat ainsi que de 10 points de playoffs à la suite d'une infraction type L2 et sa victoire à Bristol n'entre pas en compte pour les playoffs. | † – Kyle Larson (qualifié pour la course) a été remplacé par Justin Allgaier pour qu'il puisse participer aux 500 miles d'Indianapolis. ± – Austin Dillon a pu conserver sa victoire à Richmond, mais a été pénalisé de 25 points et sa victoire n'entre pas en compte pas pour les playoffs. ‡ – Denny Hamlin a été pénalisé de 75 points de championnat ainsi que de 10 points de playoffs à la suite d'une infraction type L2 et sa victoire à Bristol n'entre pas en compte pour les playoffs. | † – Kyle Larson (qualifié pour la course) a été remplacé par Justin Allgaier pour qu'il puisse participer aux 500 miles d'Indianapolis. ± – Austin Dillon a pu conserver sa victoire à Richmond, mais a été pénalisé de 25 points et sa victoire n'entre pas en compte pas pour les playoffs. ‡ – Denny Hamlin a été pénalisé de 75 points de championnat ainsi que de 10 points de playoffs à la suite d'une infraction type L2 et sa victoire à Bristol n'entre pas en compte pour les playoffs. | † – Kyle Larson (qualifié pour la course) a été remplacé par Justin Allgaier pour qu'il puisse participer aux 500 miles d'Indianapolis. ± – Austin Dillon a pu conserver sa victoire à Richmond, mais a été pénalisé de 25 points et sa victoire n'entre pas en compte pas pour les playoffs. ‡ – Denny Hamlin a été pénalisé de 75 points de championnat ainsi que de 10 points de playoffs à la suite d'une infraction type L2 et sa victoire à Bristol n'entre pas en compte pour les playoffs. | † – Kyle Larson (qualifié pour la course) a été remplacé par Justin Allgaier pour qu'il puisse participer aux 500 miles d'Indianapolis. ± – Austin Dillon a pu conserver sa victoire à Richmond, mais a été pénalisé de 25 points et sa victoire n'entre pas en compte pas pour les playoffs. ‡ – Denny Hamlin a été pénalisé de 75 points de championnat ainsi que de 10 points de playoffs à la suite d'une infraction type L2 et sa victoire à Bristol n'entre pas en compte pour les playoffs. | † – Kyle Larson (qualifié pour la course) a été remplacé par Justin Allgaier pour qu'il puisse participer aux 500 miles d'Indianapolis. ± – Austin Dillon a pu conserver sa victoire à Richmond, mais a été pénalisé de 25 points et sa victoire n'entre pas en compte pas pour les playoffs. ‡ – Denny Hamlin a été pénalisé de 75 points de championnat ainsi que de 10 points de playoffs à la suite d'une infraction type L2 et sa victoire à Bristol n'entre pas en compte pour les playoffs. | † – Kyle Larson (qualifié pour la course) a été remplacé par Justin Allgaier pour qu'il puisse participer aux 500 miles d'Indianapolis. ± – Austin Dillon a pu conserver sa victoire à Richmond, mais a été pénalisé de 25 points et sa victoire n'entre pas en compte pas pour les playoffs. ‡ – Denny Hamlin a été pénalisé de 75 points de championnat ainsi que de 10 points de playoffs à la suite d'une infraction type L2 et sa victoire à Bristol n'entre pas en compte pour les playoffs. | † – Kyle Larson (qualifié pour la course) a été remplacé par Justin Allgaier pour qu'il puisse participer aux 500 miles d'Indianapolis. ± – Austin Dillon a pu conserver sa victoire à Richmond, mais a été pénalisé de 25 points et sa victoire n'entre pas en compte pas pour les playoffs. ‡ – Denny Hamlin a été pénalisé de 75 points de championnat ainsi que de 10 points de playoffs à la suite d'une infraction type L2 et sa victoire à Bristol n'entre pas en compte pour les playoffs. | † – Kyle Larson (qualifié pour la course) a été remplacé par Justin Allgaier pour qu'il puisse participer aux 500 miles d'Indianapolis. ± – Austin Dillon a pu conserver sa victoire à Richmond, mais a été pénalisé de 25 points et sa victoire n'entre pas en compte pas pour les playoffs. ‡ – Denny Hamlin a été pénalisé de 75 points de championnat ainsi que de 10 points de playoffs à la suite d'une infraction type L2 et sa victoire à Bristol n'entre pas en compte pour les playoffs. | † – Kyle Larson (qualifié pour la course) a été remplacé par Justin Allgaier pour qu'il puisse participer aux 500 miles d'Indianapolis. ± – Austin Dillon a pu conserver sa victoire à Richmond, mais a été pénalisé de 25 points et sa victoire n'entre pas en compte pas pour les playoffs. ‡ – Denny Hamlin a été pénalisé de 75 points de championnat ainsi que de 10 points de playoffs à la suite d'une infraction type L2 et sa victoire à Bristol n'entre pas en compte pour les playoffs. | † – Kyle Larson (qualifié pour la course) a été remplacé par Justin Allgaier pour qu'il puisse participer aux 500 miles d'Indianapolis. ± – Austin Dillon a pu conserver sa victoire à Richmond, mais a été pénalisé de 25 points et sa victoire n'entre pas en compte pas pour les playoffs. ‡ – Denny Hamlin a été pénalisé de 75 points de championnat ainsi que de 10 points de playoffs à la suite d'une infraction type L2 et sa victoire à Bristol n'entre pas en compte pour les playoffs. | † – Kyle Larson (qualifié pour la course) a été remplacé par Justin Allgaier pour qu'il puisse participer aux 500 miles d'Indianapolis. ± – Austin Dillon a pu conserver sa victoire à Richmond, mais a été pénalisé de 25 points et sa victoire n'entre pas en compte pas pour les playoffs. ‡ – Denny Hamlin a été pénalisé de 75 points de championnat ainsi que de 10 points de playoffs à la suite d'une infraction type L2 et sa victoire à Bristol n'entre pas en compte pour les playoffs. | † – Kyle Larson (qualifié pour la course) a été remplacé par Justin Allgaier pour qu'il puisse participer aux 500 miles d'Indianapolis. ± – Austin Dillon a pu conserver sa victoire à Richmond, mais a été pénalisé de 25 points et sa victoire n'entre pas en compte pas pour les playoffs. ‡ – Denny Hamlin a été pénalisé de 75 points de championnat ainsi que de 10 points de playoffs à la suite d'une infraction type L2 et sa victoire à Bristol n'entre pas en compte pour les playoffs. | † – Kyle Larson (qualifié pour la course) a été remplacé par Justin Allgaier pour qu'il puisse participer aux 500 miles d'Indianapolis. ± – Austin Dillon a pu conserver sa victoire à Richmond, mais a été pénalisé de 25 points et sa victoire n'entre pas en compte pas pour les playoffs. ‡ – Denny Hamlin a été pénalisé de 75 points de championnat ainsi que de 10 points de playoffs à la suite d'une infraction type L2 et sa victoire à Bristol n'entre pas en compte pour les playoffs. | † – Kyle Larson (qualifié pour la course) a été remplacé par Justin Allgaier pour qu'il puisse participer aux 500 miles d'Indianapolis. ± – Austin Dillon a pu conserver sa victoire à Richmond, mais a été pénalisé de 25 points et sa victoire n'entre pas en compte pas pour les playoffs. ‡ – Denny Hamlin a été pénalisé de 75 points de championnat ainsi que de 10 points de playoffs à la suite d'une infraction type L2 et sa victoire à Bristol n'entre pas en compte pour les playoffs. |

### Constructeurs
| Pos | Constructeurs | Victoires | Points |
| --- | ------------- | --------- | ------ |
| 1   | Chevrolet     | 15        | 1 309  |
| 2   | Ford          | 12        | 1 275  |
| 3   | Toyota        | 9         | 1 259  |

Note : Il n'y a que les 16 premières places de chaque course qui rapportent des points.